# جودیت رزنیک
جودیت آرلین رزنیک (به انگلیسی: Judith Arlene Resnik) فضانورد و مهندس آمریکایی بود.
خانم رزنیک متولد ۱۹۴۹ ایالت اوهایو بود. وی دارای درجه دکترا در رشته مهندسی برق از دانشگاه مریلند در کالج پارک بود. وی در ماموریت‌های STS-41-D و STS-51-L شرکت داشت. وی از قربانیان سفر واپسین فضاپیمای چلنجر بود.

## جستارهای مربوطه
- زنان فضانورد